# Aliminusa
Aliminusa település Olaszországban, Szicília régióban, Palermo megyében. Lakosainak száma 1054 fő (2023. január 1.). Aliminusa Cerda, Montemaggiore Belsito, Sciara, Caccamo és Sclafani Bagni községekkel határos.

## Népesség
A település népességének változása:
| Lakosok száma | 1215 | 1192 | 1054 |
|               | 2017 | 2018 | 2023 |